# Micky van de Ven
Micky van de Ven (* 19. dubna 2001 Wormer) je nizozemský profesionální fotbalista, který hraje na pozici středního obránce za anglický fotbalový klub Tottenham Hotspur FC a za nizozemský národní tým do 21 let.

## Klubová kariéra

### FC Volendam
Van de Ven zahájil svou kariéru v akademii FC Volendam. V A-týmu debutoval v roce 2019; dohromady v dresu druholigového Volendamu odehrál 48 soutěžních utkání, v nichž vstřelil 2 branky. V závěru sezóny 2020/21 vedl tým jako kapitán.

### VfL Wolfsburg
Poté v roce 2021 přestoupil do německého klubu VfL Wolfsburg za 3 miliony eur.
Během své druhé sezóny v klubu, tedy v ročníku 2022/23, se stal van de Ven stabilním hráčem základní sestavy prvoligového klubu. V březnu 2023 klub s talentovaným obráncem prodloužil smlouvu do roku 2027. Ke konci sezóny, ve které odehrál 36 soutěžních utkání, se stal předmětem přestupových spekulací. O jeho služby údajně stál Bayern Mnichov či anglické kluby Liverpool a Tottenham Hotspur.